# Nelson Haven (marais)
 (novembre 2023).
Si vous disposez d'ouvrages ou d'articles de référence ou si vous connaissez des sites web de qualité traitant du thème abordé ici, merci de compléter l'article en donnant les références utiles à sa vérifiabilité et en les liant à la section « Notes et références ».

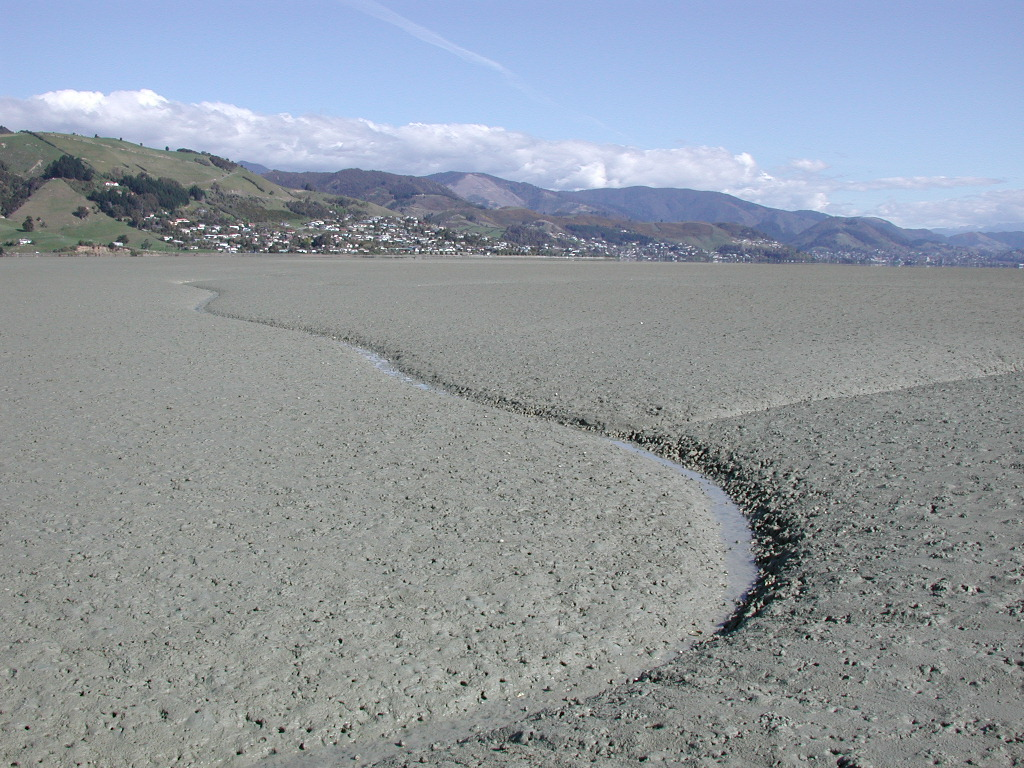
canaux formés par l’eau dans Nelson Haven

Nelson Haven est une zone étendue de vasières  situées au nord-est de la ville de  Nelson. 
Elle est séparée de la baie de Tasman / Te Tai-o-Aorere par  Boulder Bank (en) et elle est longue de plus de 8 km pour jusqu’à 2 km de large. 
La zone est régulièrement complètement noyée et exposée à l’action de la marée, supportant une importante population de crabes tunneliers (en).